# کابینه در سایه رسمی اپوزیسیون
کابینه در سایه رسمی اپوزیسیون (انگلیسی: Official Opposition Shadow Cabinet) یا صرفاً کابینه در سایه در عرف پارلمانی بریتانیا، اعضای ارشد وفادارترین اپوزیسیون علیاحضرت هستند که عملکرد و اقدامات وزرای حاضر در دولت   دولت را مورد تحقیق و انتقاد  قرار می‌دهند و سیاست‌های جایگزین آن را طرح‌ریزی می‌کنند، و دولت را در مورد کلیه اقدامات انجام شده و تصمیم گیریهایش مسئول می‌دانند. از ماه مه سال ۲۰۱۰ حزب کارگر اپوزیسیون وفادار اعلیحضرت بوده و در نتیجه رهبری آن دولت در سایه فعلی را تشکیل می‌دهد.